# Kenyan Drake
Kenyan Drake (Powder Springs, 26 gennaio 1994) è un ex giocatore di football americano statunitense che ha militato nel ruolo di running back nella National Football League (NFL).

## Carriera

### Miami Dolphins
Dopo avere giocato al college a football coi Alabama Crimson Tide vincendo due campionati NCAA nel 2012 e nel 2015, Drake fu scelto nel corso del terzo giro (73º assoluto) nel Draft NFL 2016 dai Miami Dolphins. Debuttò come professionista subentrando nella gara del primo turno persa contro i Seattle Seahawks. Sette giorni dopo segnò il primo touchdown in carriera dopo una corsa da 7 yard contro i New England Patriots.
Il 9 dicembre 2018 Drake fu parte di una memorabile vittoria nella settimana 14 contro i New England Patriots con un touchdown all'ultimo istante di gioco in un'azione divenuta nota come "Miracle in Miami".

### Arizona Cardinals
Il 28 ottobre 2019 Drake venne ceduto agli Arizona Cardinals in cambio di una scelta al draft NFL 2020. Nel quindicesimo turno segnò un primato personale di 4 touchdown su corsa e con 137 yard guadagnate portò la squadra alla vittoria sui Cleveland Browns. Per questa prestazione fu premiato come running back della settimana.

### Las Vegas Raiders
Il 18 marzo 2021 Drake firmò un contratto biennale del valore di 11 milioni di dollari con i Las Vegas Raiders. L'8 dicembre 2021 fu messo nella lista riserve/infortunati a causa di una caviglia rotta durante la gara della settimana 13 contro il Washington Football Team. Terminò la stagione 2021 con 63 corse per 254 yard guadagnate e due touchdown su corsa oltre a 30 ricezioni per 291 yard e un touchdown su ricezione.
Il 23 agosto 2022 fu svincolato dai Raiders.

### Baltimore Ravens
Il 31 agosto 2022 Drake firmò con i Baltimore Ravens. Nella gara della settimana 6, la sconfitta 20-24 contro i New York Giants, Drake corse per 119 yard realizzando un touchdown. Nella gara della settimana 9, la vittoria 27-13 sui New Orleans Saints, Drake corse per 93 yard realizzando due touchdown.
Concluse la stagione 2022 con 12 presenze, 5 da titolare, con 109 corse per 482 yard guadagnate e 4 touchdown su corsa oltre a 17 ricezioni per 89 yard e un touchdown su ricezione.

### Indianapolis Colts
Il 4 agosto 2023 Drake firmò con gli Indianapolis Colts. Fu svincolato il 27 agosto 2023.

### Baltimore Ravens (2º periodo)
Il 20 settembre 2023 Drake firmò per la squadra di allenamento dei Ravens. Il 23 settembre 2023 fu promosso nel roster attivo per la gara del terzo turno contro gli Indianapolis Colts.
Fu svincolato il 17 ottobre 2023 dopo aver collezionato due presenze con solo 12 snap offensivi, una corsa e nessuna yard guadagnata.

### Cleveland Browns
Il 31 ottobre 2023 Drake firmó per la squadra di allenamento dei Cleveland Browns.

## Palmarès
- Running back della settimana: 1

15ª del 2019